# Quilombo Vila Velha do Cassiporé
O Quilombo Vila Velha do Cassiporé está situado no município de Oiapoque (AP), no limite do norte brasileiro. A portaria Nº201 de 29 de dezembro de 2015, definiu o titulo a comunidade como remanescentes de quilombo.

## Sobre o Quilombo Vila Velha do Cassiporé
No ano de 2017 vestígios arqueológicos foram encontrados na comunidade. A falta de preservação dos vestígios arqueológicos gerou preocupação nos povos locais e com o auxilio de arqueólogos deu-se inicio a um projeto de registro e preservação. As etapas consistiram em saber como a população local se relacionava com os bens arqueológicos. Dentre os fragmentos arqueológicos que foram encontrados nas terras foram vasilhas cerâmicas ou urnas.